# Делич, Иван
Иван Делич (хорв. Ivan Delić; 29 сентября 1998 года, Хорватия) — хорватский футболист, играющий на позиции нападающего. Игрок клуба «Хайдук» Сплит, выступает на правах арены за «Вараждин».

## Карьера
Делич является воспитанником академии «Хайдука». С сезона 2017/2018 привлекается к тренировкам с основной командой.29 октября 2017 года дебютировал в хорватском чемпионате в поединке против «Славен Белупо», выйдя на замену на 63-й минуте вместо Ивана Пешича . Всего в дебютном сезоне провёл 2 встречи. 17 апреля 2018 года подписал с «Хайдуком» трёхлетний контракт.
Выступал за юношескую сборную Хорватии до 17 лет. Принимал участие в чемпионате мира 2015 года среди юношеских команд. Сыграл на турнире три встречи. Вместе с командой дошёл до четвертьфинала.

## Статистика
Клубная статистика
Данные на 10 августа 2018 года.
| Клуб            | Сезон           | Лига | Лига | Кубок | Кубок | Еврокубки | Еврокубки | Всего | Всего |
| Клуб            | Сезон           | Игры | Голы | Игры  | Голы  | Игры      | Голы      | Игры  | Голы  |
| --------------- | --------------- | ---- | ---- | ----- | ----- | --------- | --------- | ----- | ----- |
| Хайдук          | 2017/18         | 2    | 0    | 0     | 0     | 0         | 0         | 2     | 0     |
| Хайдук          | 2018/19         | 1    | 0    | 0     | 0     | 1         | 0         | 2     | 0     |
| Хайдук          | Всего           | 3    | 0    | 0     | 0     | 1         | 0         | 4     | 0     |
| Всего в карьере | Всего в карьере | 3    | 0    | 0     | 0     | 1         | 0         | 4     | 0     |